# اصلاح‌طلب، اصول‌گرا دیگه تمومه ماجرا
اصلاح‌طلب، اصول‌گرا، دیگه تمومه ماجرا شعاری سیاسی است که به‌طور مستقیم دو جناح اصلی سیاسی جمهوری اسلامی یعنی اصلاح‌طلبان و اصولگرایان را نشانه رفت. این شعار نخستین بار در جریان تجمع اعتراضی دانشجویان در روز شنبه ۹ دی ۱۳۹۶ در مقابل سردر دانشگاه تهران در جریان اعتراضات دی ۱۳۹۶ توسط دانشجویان چپ سر داده شد و پس از آن بازتاب فوق‌العاده‌ای یافت و در اعتراضات پس از آن در شهرهای مختلف به گوش رسید.

## پس‌زمینه
سال ۱۳۹۶ و بعد از انتخاب مجدد حسن روحانی به عنوان رئیس‌جمهور که با حمایت اصلاح‌طلبان از جمله سیدمحمد خاتمی رقم خورد وضعیت اقتصادی دشوارتر شد و وعده‌های روحانی عملی نشد، مردم از رایی که دادند ناامید شدند و همه اصلاح‌طلبان را مورد حمله قرار دادند. با شروع اعتراضات دی ۱۳۹۶ شعاری جدید اصلاح‌طلب اصول‌گرا دیگه تمومه ماجرا سر داده شد. این شعار واکنش‌های زیادی در پی داشت. بعد از اعتراضات ۹۶ اپوزیسیون برانداز هجمه سنگینی علیه سران اصلاحات انجام دادند. آن‌ها بارها میرحسین موسوی مهم‌ترین چهره اصلاح طلب را متهم به خبر داشتن و حمایت از اعدام‌های ۶۷ می‌کنند. اصلاح‌طلبها معتقدند اپوزیسیون برای تخریب میرحسین موسوی دست به دروغ‌پردازی و سندهای نامعتبر علیه او شدند و با شعار «اصلاح‌طلب اصول‌گرا دیگه تمومه ماجرا» سعی در کشاندن مردم به سوی اپوزیسیون را دارند.

## واکنش‌ها

### اصولگرایان
- محمد عباسی وزیر سابق ورزش: «طیف عمده جامعه از نظر طبقه‌بندی سیاسی در هیچ‌کدام از دو گروه اصول‌گرا و اصلاح‌طلب طبقه‌بندی نمی‌شوند و تنها از بین آن‌ها براساس مواضع و شعارهایشان دست به انتخاب می‌زنند.»[۷]
- اسدالله بادامچیان: «شعار اصلاح‌طلب اصول‌گرا دیگه تمومه ماجرا شعاری بی‌پایه و اساس است.»[۸]
- محمد مهدی مجاهدی استاد علوم سیاسی: «اگر در جامعه امکان شکل‌گیری جنبش‌های اجتماعی وجود داشته باشد این جنبش‌ها چه کوچک و چه بزرگ می‌توانند این نارضایتی‌ها و اعتراضات را نمایندگی کنند و از سوی آن‌ها سخن بگویند شعار اصلاح‌طلب اصول‌گرا دیگه تمومه ماجرا نشان دهنده همین فقدان جنبش‌های نماینده تحولات اجتماعی بود.»[۹]
- عماد افروغ نماینده پیشین مجلس: «امروز اسیر سیاست زدگی شده‌ایم و وقتی سیاست زده شویم همه چیز سیاسی می‌شود جز خود سیاست». وی دربارهٔ سؤال مجری که گفت: «عده محدودی شعار اصلاح‌طلب اصول‌گرا دیگه تمومه ماجرا را سر دادند» گفت که «من کاری با عده محدودشان ندارم ولی می‌گویم احسنت.»
- محسن کوهکن نماینده مجلس دهم: «هر دو جناح اصلاح‌طلب و اصول‌گرا باید دنبال بازنگری باشند چرا که نمی‌توان منکر آن شد یک شعار جدید یا حرف جدید و همچنین یک اسم جدید می‌تواند جذابیت داشته باشد.»
- عزت‌الله ضرغامی: «اصلاح‌طلب من اصول‌گرا نیستم مشکل ما این است که یک پوست خربزه از ابتدا زیر پای ما انداخته‌اند که موضع می‌خواهی بگیری می‌گویند یا اصلاح‌طلبی یا اصول‌گرا.»
- مرضیه وحید دستجردی: «من به این تقسیم‌بندی‌های اصلاح‌طلب و اصول‌گرا اعتقادی ندارم شاید من کسی هستم که تفکرم اصول‌گرایان هست ولی بنظرم اعتقاد قلبی خیلی مهم است.»[۱۰]

### اصلاح‌طلبان
- عباس آخوندی: «اینکه سرمایه اجتماعی فرو کاسته و جامعه دچار زوال اخلاقی شده تردیدی ندارم اما قبول ندارم که دیگه تمومه ماجرا اگر اراده برای اصلاح بنیادین باشد هنوز می‌توان ثروت انقلاب را که همان سرمایه اجتماعی نظام هست را حفظ کرد.»[۱۱]
- بهزاد نبوی در جواب خبرنگار: «مردم به توده‌های میلیونی می‌گویند چیزی که من دیدم چند صد نفر جلوی دانشگاه این شعار را می‌دانند و این شعار اهمیتی ندادند چون قبلاً هم خیلی‌ها به خود من گفتند کار اصلاحات تمام است ولی این‌طور نیست.»[۱۲]
- حمیدرضا جلایی‌پور در جواب خبرنگار روزنامه اعتماد گفت: «اتفاقاً معترضین به اصلاحات حمله نکردند فقط ۵۰ نفر چپ مارکسیست شعار عبور از اصلاحات و اصول‌گرا را دادند که بعد بی‌بی‌سی و من‌وتو پخش کردند.»[۱۳]
- محمد کیانوش‌راد: «نه تنها هنوز ماجرای اصلاح‌طلب و اصول‌گرا تمام نشده بلکه با ایجاد انعطاف درونی این دو جریان اصلی سیاسی کشور می‌توانند در عبور از بحران‌های فعلی کشور نقش مؤثری ایفا کنند.»[۱۴]
- مصطفی معین: «اصلاح‌طلب و اصول‌گرا دیگر برای مردم فرقی ندارند.»[۱۵]
- محمدرضا خاتمی در آبان ۱۳۹۷ گفت «شاید امروز اقلیت مردم این شعار را بدهند ولی فردا فراگیر خواهد شد مردم می‌گویند مملکت را دست اصول‌گرا دادیم فایده ای نداشت دست اصلاح‌طلب هم دادیم هیچ سودی نداشت و بخواهند کل نظام را تغییر کند ترس ما این است.»[۱۶]